# Société des forces motrices du Cantal

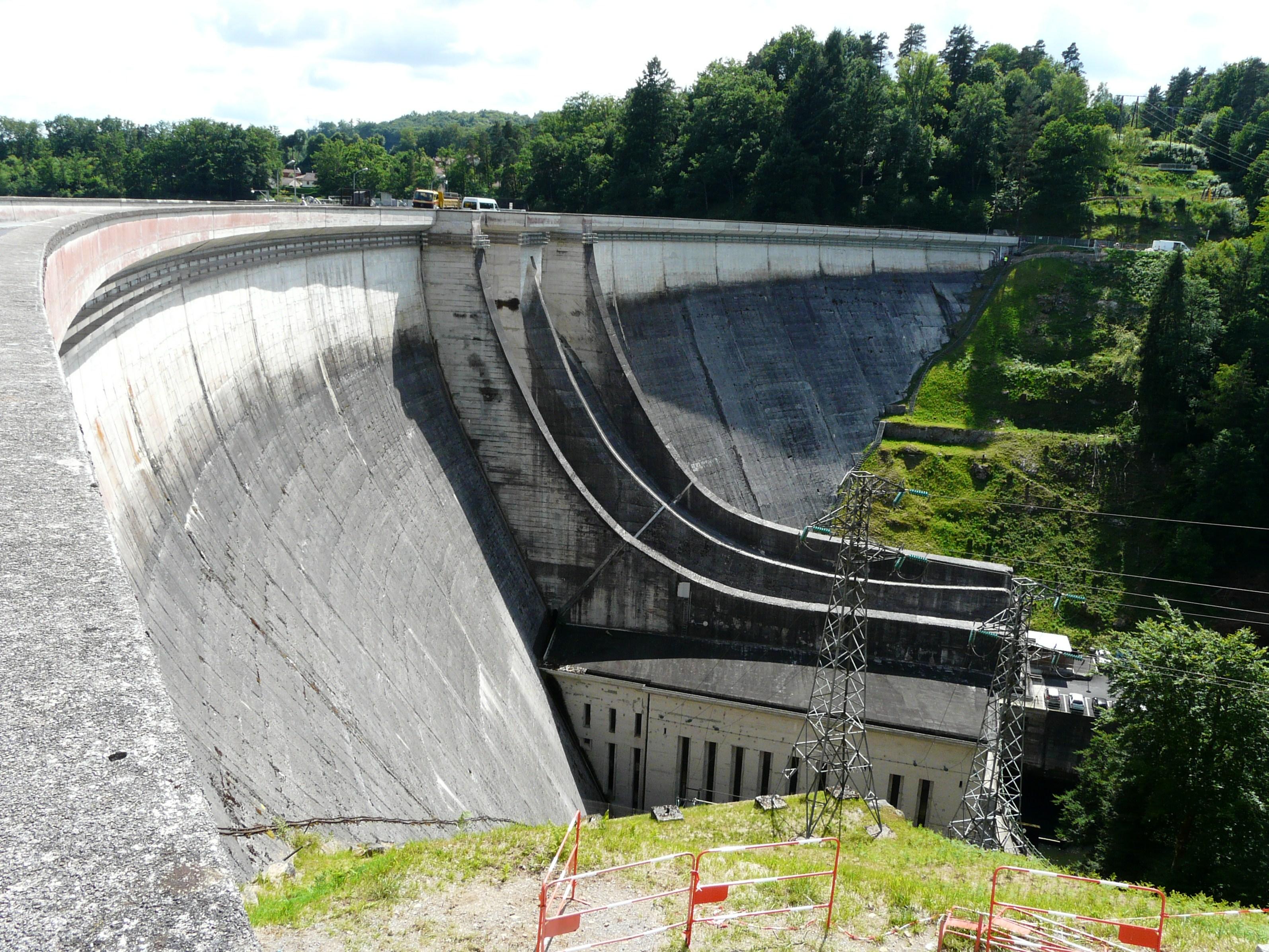
Le barrage de Saint-Étienne-Cantalès.

La Société des forces motrices du Cantal est une société électrique fondée en 1939, qui a été ensuite nationalisée en 1945 pour participer à la création d'EDF.

## Histoire
La Société des forces motrices du Cantal a été constituée en 1939 avec un capital de 35 millions de francs et son siège social à Paris. Ses deux principaux actionnaires sont l'Union d'électricité d'Ernest Mercier et l'Énergie industrielle de Pierre-Marie Durand. La société a pour objet toutes entreprises concernant l'électricité: production, transport, distribution et utilisation de l'énergie. 
La principale motivation de ses actionnaires est de construire l'usine électrique du Barrage de Saint-Étienne-Cantalès. Le barrage sera construit de 1940 à 1945 sur une hauteur de 69 mètres, pour donner naissance au plus grand lac artificiel d’Auvergne. Dès cette époque, la Société des forces motrices du Cantal envisage la création d'un second ouvrage sur la queue de retenue : ce projet est abandonné après-guerre, il sera cependant relancé en 2010 et finalisé en 2013.
Sous l'Occupation, elle est aussi chargée des travaux envisagés pour la création des barrages de Génissiat et Donzère-Mondragon, et responsable de l'aménagement de nombreux ouvrages d'art et chutes d'eau dans les Pyrénées. Elle compte ainsi parmi ses filiales la Société des forces motrices de la vallée de Gavarnie.